# 브리짓 존스의 일기 (영화)
《브리짓 존스의 일기》(영어: Bridget Jones's Diary)는 2001년 공개된 영화이다. 샤론 머과이어가 연출하였다. 헬렌 필딩의 동명 소설을 원작으로 한다.

## 줄거리
서른 두살의 노처녀 브리짓 존스(르네 젤위거). 칼로리와의 전쟁에 몰두하고 완벽한 남자를 만나겠다는 희망을 간직한 그녀. 인권 변호사 마크 다아시(콜린 퍼스), 그리고 같은 출판사에 근무하는 직장 상사인 다니엘 클리버(휴 그랜트)와 이상한 삼각관계에서 빠지는 로맨스 코미디 영화이다.

## KBS 성우진 (2004년 3월 13일)
- 정미숙 - 브리짓(르네 젤위거)
- 홍시호 - 마크(콜린 퍼스)
- 구자형 - 다니엘(휴 그랜트)
- 황원 - 브리짓 아빠(짐 브로드벤트)
- 이경자 - 브리짓 엄마(젬마 존스)
- 유지영 - 우나(셀리아 아임리)
- 문영래 - 삼촌(제임스 폴크너)
- 정옥주 - 퍼페츄아(엠마 아모스)
- 강구한 - 핀치(닐 피어슨)
- 장승길 - 줄리앙(패트릭 바로우)
- 이근욱 - 마크 아버지(도날드 더글라스)
- 윤세웅 - 코스모(마크 링우드)
- 오수경 - 섀런(샐리 필립스)
- 김순영 - 쥬드(셜리 헨더슨)
- 이승주 - 톰(제임스 컬리스)
- 황재경 - 나타샤(엠베스 데이비츠)